# Henri Ménessier
Pour les articles homonymes, voir Mennessier.
Henri Ménessier né le 1er octobre 1882 à Puteaux et mort le 15 juin 1948 en son domicile dans le 18e arrondissement de Paris, est un chef décorateur, directeur artistique, assistant réalisateur, réalisateur et scénariste français.

## Filmographie

### Directeur artistique
- 1912 : The Sewer d'Edward Warren
- 1918 : N'oublions jamais de Léonce Perret
- 1919 : Le Ruisseau (The Virtuous Model) d'Albert Capellani
- 1919 : Une demoiselle en détresse (A Damsel in Distress) de George Stevens
- 1925 : Madame Sans-Gêne de Léonce Perret
- 1926 : The Magician de Rex Ingram
- 1936 : Le Roman d'un tricheur de Sacha Guitry
- 1936 : L'Assaut de Pierre-Jean Ducis
- 1938 : Le Puritain de Jeff Musso

### Chef décorateur
- 1913 : Dick Whittington and his cat d'Alice Guy
- 1913 : Le Chevalier de Maison-Rouge d'Albert Capellani
- 1918 : N'oublions jamais de Léonce Perret
- 1926 : Le Berceau de Dieu de Fred LeRoy Granville
- 1926 : La Femme nue de Léonce Perret
- 1931 : Rive gauche d'Alexander Korda
- 1931 : La Chance de René Guissart
- 1931 : Tu seras duchesse de René Guissart
- 1931 : Rien que la vérité de René Guissart
- 1932 : Le Cordon bleu de Karl Anton
- 1932 : Monsieur Albert de Karl Anton
- 1933 : La Poule de René Guissart
- 1934 : La Cinquième Empreinte de Karl Anton
- 1934 : La Dame aux camélias de Fernand Rivers et Abel Gance
- 1934 : Compartiment de dames seules de Christian-Jaque
- 1935 : Lucrèce Borgia d'Abel Gance
- 1935 : Et moi, j'te dis qu'elle t'a fait de l'œil de Jack Forrester
- 1935 : Dédé de René Guissart
- 1935 : Napoléon (ou Napoléon Bonaparte, vu et entendu par Abel Gance) d'Abel Gance
- 1935 : Dora Nelson de René Guissart
- 1935 : Parlez-moi d'amour de René Guissart
- 1936 : Le Roman d'un tricheur de Sacha Guitry
- 1936 : On ne roule pas Antoinette de Paul Madeux
- 1937 : Le Puritain de Jeff Musso
- 1938 : Gargousse d'Henry Wulschleger
- 1940 : L'Homme qui cherche la vérité d'Alexander Esway
- 1941 : La Nuit de décembre de Curtis Bernhardt
- 1942 : Le Voile bleu de Jean Stelli
- 1943 : La Grande Marnière de Jean de Marguenat
- 1943 : Donne-moi tes yeux (ou La Nuit blanche) de Sacha Guitry
- 1944 : La Rabouilleuse de Fernand Rivers
- 1944 : La Malibran de Sacha Guitry
- 1947 : Bethsabée de Léonide Moguy

### Décorateur de plateau
- 1918 : Le Million des sœurs jumelles de Léonce Perret
- 1927 : The Garden of Allah (en) de Rex Ingram
- 1931 : La Pura verdad de Florian Rey et Manuel Romero
- 1932 : Les As du turf de Serge de Poligny
- 1935 : Sacré Léonce de Christian-Jaque
- 1942 : Dernière Aventure de Robert Péguy
- 1942 : Les affaires sont les affaires de Jean Dréville
- 1943 : La Grande Marnière de Jean de Marguenat

### Assistant réalisateur
- 1916 : La Loi commune d'Albert Capellani
- 1917 : The Price She Paid de Charles Giblyn
- 1918 : L'Occident d'Albert Capellani et Alla Nazimova
- 1923 : Kœnigsmark de Léonce Perret

### Directeur technique
- 1919 : Hors de la brume d'Albert Capellani
- 1921 : Love's Penalty de John Gilbert

### Réalisateur
- 1928 : L'évadée
- 1929 : Le Secret de Délia

### Scénariste
- 1912 : The Sewer d'Edward Warren